# 7 WISH/セブン・ウィッシュ
『7 WISH/セブン・ウィッシュ』（原題:Wish Upon）は2017年のアメリカ合衆国の青春ホラー映画。監督はジョン・R・レオネッティ、主演はジョーイ・キングとキー・ホン・リーが務めた。7つの願いを叶える呪いのオルゴールがもたらす悲劇を描いている。
日本では「未体験ゾーンの映画たち2018」で上映された。

## ストーリー
17歳のクレア・シャノンは母親が自殺したときの記憶に苦しめられていた。クレアの父親ジョナサンは異常なまでの倹約家で、ゴミ漁りを日課にしていた。そんなある日、ジョナサンはゴミ捨て場から中国風のオルゴールを持ち帰り、それをクレアにプレゼントした。オルゴールに刻まれた文章を解読しようとしたクレアだったが、「7つの願い」という文言しか判読できなかった。それを見たクレアは「いじめっ子のダーシーが腐ってしまえば良いのに」と冗談で口に出してしまった。その直後、ダーシーは壊死性筋膜炎を発症し緊急入院することになった。同じ日、クレアの飼い犬マックスが狭い空間に挟まって死んでいるのが見つかった。マックスは生きたままネズミに食い殺されたのである。クレアはオルゴールに不思議な力が宿っているのではないかと考え始めるが、マックスの死がそれと関係しているのかについては判断できずにいた。
クレアはオルゴールに「人気者のポールが私に恋心を抱きますように」と願った。確かに願いは叶ったのだが、クレアの伯父で資産家のオーガストが急死してしまった。その一報を聞くや、クレアは「伯父の遺産が全部私のものになりますように」と願った。直後、親戚たちはオーガストの遺産を全てクレアに渡すと申し出てきた。しかし、その代償として、クレアが親しくしていたミセス・デルカが事故で重傷を負うことになった。クレアは同級生のライアンにオルゴールに刻まれた中国語の解読を依頼した。ライアンとその親戚のジーナによると、オルゴールは代償と引き替えに7つの願いを叶える力を有しているのだという。クレアは「父親のゴミ漁り癖をやめさせてくれ」とオルゴールに願ったところ、父親の性格は一気に変わった。その頃、文章の解読を進めていたジーナは「音楽が終わるとき、血の代償が支払われる」という文章を発見した。ジーナはライアンにそれを伝えた後に急死した。ライアンはオルゴールを処分しろとクレアに迫ったが、彼女はその要求を拒絶した。
クレアは願いが叶っていくことに喜びを感じていたが、徐々にその代償の重さに耐えきれなくなっていった。

## キャスト
※括弧内は日本語吹替。
- クレア・シャノン: ジョーイ・キング（さいとうよしえ）（子供時代：レーガン・レヴォード）
- ライアン・ホイ: キー・ホン・リー（小竹浩平） - クレアの同級生。
- ダーシー・チャップマン: ジョセフィン・ラングフォード（亀田望美） - クレアをいじめる同級生。
- メレディス・マクニール: シドニー・パーク（英語版）（もろずみけいか） - クレアの親友。
- ジーナ・スー: アリス・リー（英語版）（木村陽子） - ライアンの親戚。
- ジョナサン・シャノン: ライアン・フィリップ（上田こうすけ） - クレアの父親。
- ジョアンナ・シャノン: エリザベス・ローム（桃江トウコ） - クレアの亡母。
- オーガスト・シャノン: ヴィクター・サットン - クレアの裕福な伯父。
- ポール・ミドルブルック: ミッチェル・スラッガート（英語版） - クレアが片想いしている同級生。
- ジューン・アコスタ: シャノン・パーサー - クレアの親友。
- カール・モリス: ケヴィン・ハンチャード（英語版）（田邉安彦） - ジョナサンの友人。
- ミセス・デルカ: シェリリン・フェン - シャノン家の隣人。
- アレックス: ジェリー・オコンネル - オルゴールの前の持ち主。

## 製作
本作の脚本は2015年にブラックリスト入りしていた。2016年7月27日、ジョン・R・レオネッティが本作の監督に起用されたと報じられた。8月、ジョーイ・キングの出演が決まった。11月9日、キー・ホン・リーが本作に出演するとの報道があった。
2016年11月、本作の主要撮影がカナダのトロントで始まった。

## 公開・マーケティング
2017年2月9日、本作のティーザー・トレイラーが公開された。3月22日には本作のファースト・トレイラーが公開された。本作のセカンド・トレイラーは5月22日に公開された。
本作のプロモーションの一環として、ブロード・グリーン・ピクチャーズはウェブサイトを通して寄せられた願いの中から7つをかなえるというキャンペーンを行った。

## 興行収入
本作は『猿の惑星: 聖戦記』と同じ週に公開され、公開初週末に800万ドルから1000万ドルを稼ぎ出すと予想されていたが、実際の数字はそれを下回るものであった。2017年7月14日、本作は全米2250館で封切られ、公開初週末に546万ドルを稼ぎ出し、週末興行収入ランキング初登場7位となった。

## 評価
本作は批評家から酷評されている。映画批評集積サイトのRotten Tomatoesには79件のレビューがあり、批評家支持率は16%、平均点は10点満点で3.8点となっている。サイト側による批評家の見解の要約は「『7 WISH/セブン・ウィッシュ』は怖くもないし独創的でもない。しかし、ホラー映画としての根本的な欠陥があるおかげで、同作はB級映画の愛好家に鑑賞される運命にあるのかもしれない」となっている。また、Metacriticには24件のレビューがあり、加重平均値は32/100となっている。なお、本作のCinemaScoreはCとなっている。